# Atalantycha bilineata
Atalantycha bilineata is een keversoort uit de familie soldaatjes (Cantharidae). De wetenschappelijke naam van de soort werd in 1832 gepubliceerd door Thomas Say.